# Trauaxa melamerida
Trauaxa melamerida là một loài bướm đêm trong họ Erebidae.